# Década de 970 a.C.

## Eventos
- 979: Nabu-mukin-apli, rei da Babilônia (até 943)[1]
- 978: Sianum, faraó do Egito (até 959)[1]
- 971: Aššur-reš-iši II, rei da Assíria (até 967)[1]
- 970 (data aproximada): Salomão, rei de Israel e Judá (até 931)[1]

### Pela cronologia de Dufresnoy
- 976: Uma revolução em Tiro leva ao trono um dos filhos da babá de Abdastrato.[2]
- 975: Laóstenes, rei da Assíria; ele reinou por quarenta e cinco anos.[2]
- 975: Segundo alguns autores, Homero, cujo nome real era Melesigenes, perdeu sua visão e retirou-se para Esmirna, onde compôs seus poemas.[2]
- 974: Cápis, rei dos Latinos.[2]
- 973: Osoroth, faraó do Egito, sucedendo Sesac.[2]

## Mortes
- 973: Sesac, o primeiro faraó da XXII dinastia do Egito, sucedido por Osoroth.[2]